# La Chapelle-de-Mardore
La Chapelle-de-Mardore (Aussprache [la ʃaˈpɛl də maʁˈdɔʁ]) ist ein Ort und ehemalige Gemeinde mit 2362 Einwohnern (Stand: 1. Januar 2022) im französischen Département Rhône in der Region Auvergne-Rhône-Alpes. Sie gehörte zum Arrondissement Villefranche-sur-Saône. Die Bewohner werden Chapelards und Chapelardes genannt.
Der Erlass des Präfekten vom 29. Oktober 2012 legte mit Wirkung zum 1. Januar 2013 die Eingliederung von La Chapelle-de-Mardore als Commune déléguée zusammen mit den früheren Gemeinden Thizy, Bourg-de-Thizy, Mardore und Marnand zur Commune nouvelle Thizy-les-Bourgs fest.

## Geografie

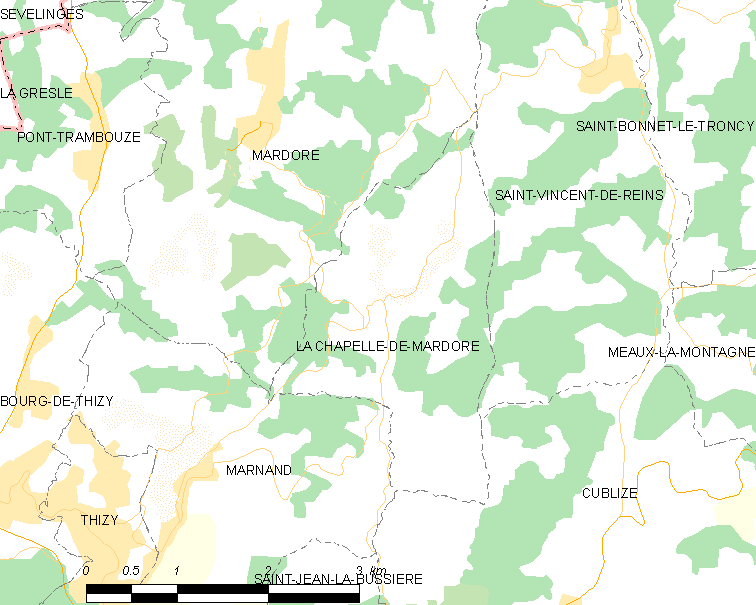
Karte von La Chapelle-de-Mardore

La Chapelle-de-Mardore liegt etwa 49 Kilometer nordwestlich von Lyon und etwa 29 Kilometer westnordwestlich von Villefranche-sur-Saône in der Région naturelle des Beaujolais.
Das Ortsgebiet liegt im Einzugsgebiet der Loire und wird von der Drioule und ihren Nebenflüssen entwässert. Das Relief ist ausgesprochen hügelig mit Höhen teilweise über 700 m. Die höchste Erhebung mit 745 m wird im Osten an der Grenze zur Nachbargemeinde Saint-Vincent-de-Reins gemessen. Das Ortszentrum selbst liegt auf einer Höhe von etwa 560 m.
Umgeben wird La Chapelle-de-Mardore von zwei Nachbargemeinden und von zwei Communes déléguées von Thizy-les-Bourgs:
| Mardore (Thizy-les-Bourgs) |                                             |                        |
|                            | Kompassrose, die auf Nachbargemeinden zeigt | Saint-Vincent-de-Reins |
| Marnand (Thizy-les-Bourgs) |                                             | Cublize                |

## Geschichte
La Chapelle-de-Mardore war in früheren Zeiten, wie der Name andeutet, eine Filialgemeinde von Mardore. Sie unterlag der Gerichtsbarkeit des Lehens Courcenay in den Händen des Hauses Foudras. Auf dem Ortsgebiet befand sich die befestigte Kirche Saint-Jean-de-Busseroles, die für eine längere Zeit ein stark frequentierter Wallfahrtsort war.

## Bevölkerungsentwicklung
| La Chapelle-de-Mardore: Einwohnerzahlen von 1793 bis 2020                                                                  | La Chapelle-de-Mardore: Einwohnerzahlen von 1793 bis 2020 | La Chapelle-de-Mardore: Einwohnerzahlen von 1793 bis 2020 | La Chapelle-de-Mardore: Einwohnerzahlen von 1793 bis 2020 | La Chapelle-de-Mardore: Einwohnerzahlen von 1793 bis 2020 |
| --- | --------------------------------------------------------- | --------------------------------------------------------- | --------------------------------------------------------- | --------------------------------------------------------- |
| Jahr |                                                           |                                                           |                                                           | Einwohner                                                 |
| 1793 | 1793                                                      |                                                           | 440                                                       | 440                                                       |
| 1800 | 1800                                                      |                                                           | 312                                                       | 312                                                       |
| 1806 | 1806                                                      |                                                           | 377                                                       | 377                                                       |
| 1821 | 1821                                                      |                                                           | 545                                                       | 545                                                       |
| 1831 | 1831                                                      |                                                           | 597                                                       | 597                                                       |
| 1836 | 1836                                                      |                                                           | 665                                                       | 665                                                       |
| 1841 | 1841                                                      |                                                           | 667                                                       | 667                                                       |
| 1846 | 1846                                                      |                                                           | 713                                                       | 713                                                       |
| 1851 | 1851                                                      |                                                           | 682                                                       | 682                                                       |
| 1856 | 1856                                                      |                                                           | 684                                                       | 684                                                       |
| 1861 | 1861                                                      |                                                           | 641                                                       | 641                                                       |
| 1866 | 1866                                                      |                                                           | 640                                                       | 640                                                       |
| 1872 | 1872                                                      |                                                           | 606                                                       | 606                                                       |
| 1876 | 1876                                                      |                                                           | 570                                                       | 570                                                       |
| 1881 | 1881                                                      |                                                           | 578                                                       | 578                                                       |
| 1886 | 1886                                                      |                                                           | 557                                                       | 557                                                       |
| 1891 | 1891                                                      |                                                           | 538                                                       | 538                                                       |
| 1896 | 1896                                                      |                                                           | 533                                                       | 533                                                       |
| 1901 | 1901                                                      |                                                           | 520                                                       | 520                                                       |
| 1906 | 1906                                                      |                                                           | 492                                                       | 492                                                       |
| 1911 | 1911                                                      |                                                           | 418                                                       | 418                                                       |
| 1921 | 1921                                                      |                                                           | 337                                                       | 337                                                       |
| 1926 | 1926                                                      |                                                           | 312                                                       | 312                                                       |
| 1931 | 1931                                                      |                                                           | 286                                                       | 286                                                       |
| 1936 | 1936                                                      |                                                           | 304                                                       | 304                                                       |
| 1946 | 1946                                                      |                                                           | 256                                                       | 256                                                       |
| 1954 | 1954                                                      |                                                           | 214                                                       | 214                                                       |
| 1962 | 1962                                                      |                                                           | 216                                                       | 216                                                       |
| 1968 | 1968                                                      |                                                           | 206                                                       | 206                                                       |
| 1975 | 1975                                                      |                                                           | 181                                                       | 181                                                       |
| 1982 | 1982                                                      |                                                           | 172                                                       | 172                                                       |
| 1990 | 1990                                                      |                                                           | 187                                                       | 187                                                       |
| 1999 | 1999                                                      |                                                           | 157                                                       | 157                                                       |
| 2006 | 2006                                                      |                                                           | 196                                                       | 196                                                       |
| 2013 | 2013                                                      |                                                           | 244                                                       | 244                                                       |
| 2020 | 2020                                                      |                                                           | 236                                                       | 236                                                       |
| Quelle(n): EHESS/Cassini bis 1999, INSEE ab 2006 Anmerkung(en): Ab 1962 offizielle Zahlen ohne Einwohner mit Zweitwohnsitz |                                                           |                                                           |                                                           |                                                           |

## Sehenswürdigkeiten
- Gesteinsformation, genannt „Pierre à l’âne“. Anders als der Name vermuten lässt, ähnelt der Stein eher einer Kröte, die bereit ist, einen satz zu machen.
- Gesteinsformation, genannt „La roche aux fées“, der ganzjährig Wasser in einer Mulde speichert. Dieses Phänomen wird dem Zauber von Feen zugeschrieben.
- Marienstatue, genannt „Notre-Dame des pins dorés“,  aus dem Jahr 1902 inmitten eines Parks, in dem jedes Jahr am 15. August zu Mariä Himmelfahrt eine Freiluftmesse stattfindet.
- Kirche Saint-Blaise im 19. Jahrhundert auf den Resten der ehemaligen Kapelle gebaut.

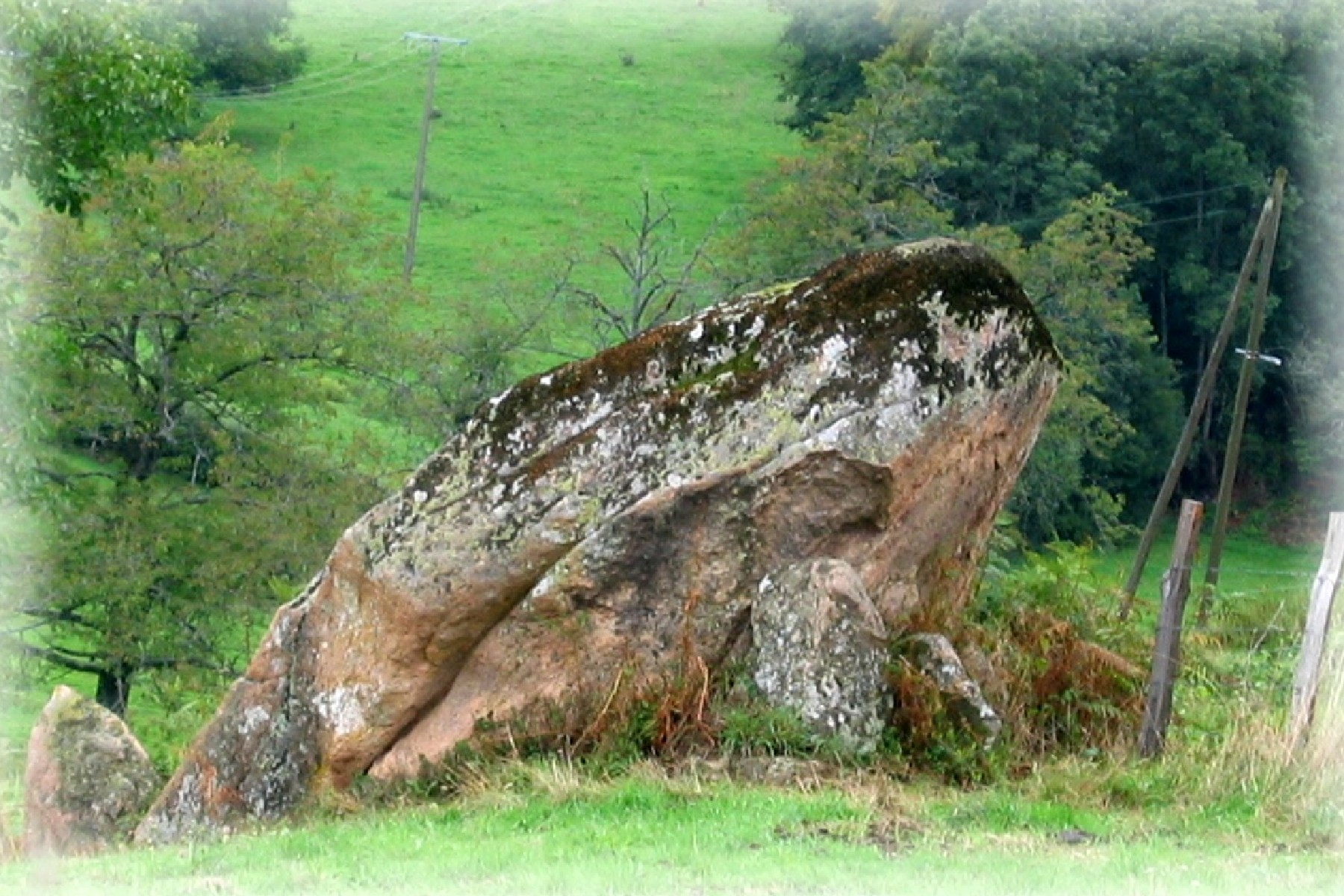
Gesteinsformation „Pierre à l’âne“
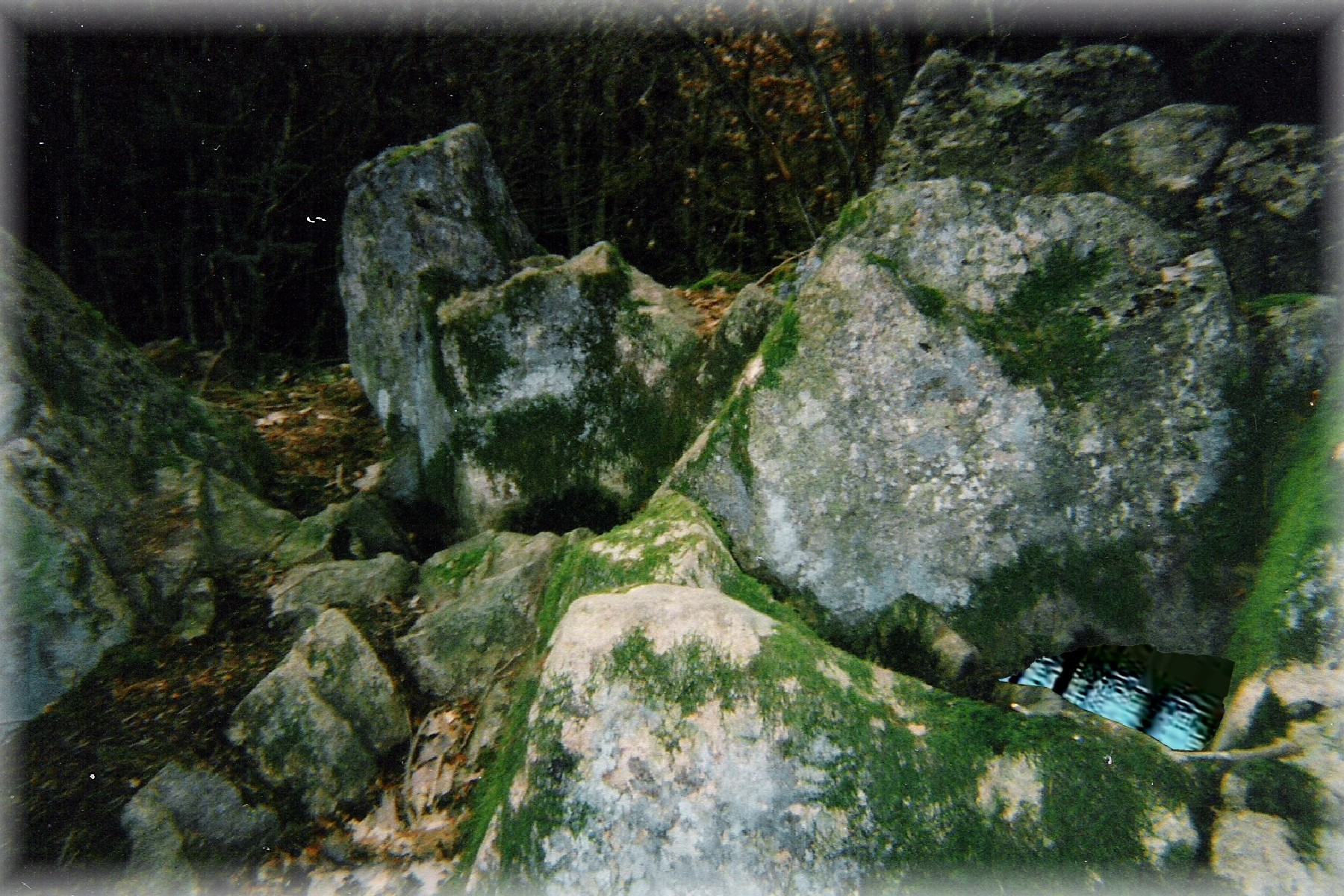
Gesteinsformation „La roche aux fées“
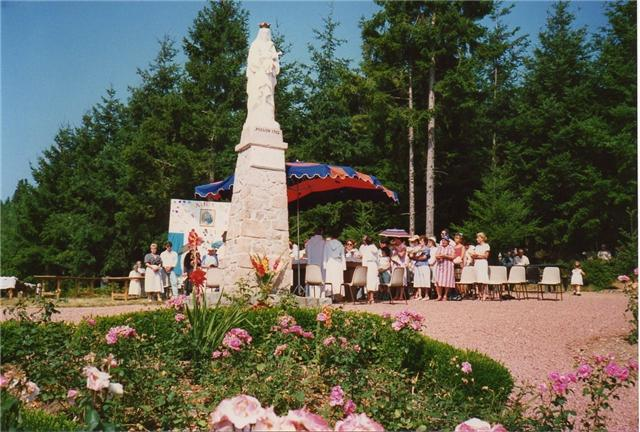
Marienstatue „Notre-Dame des pins dorés“
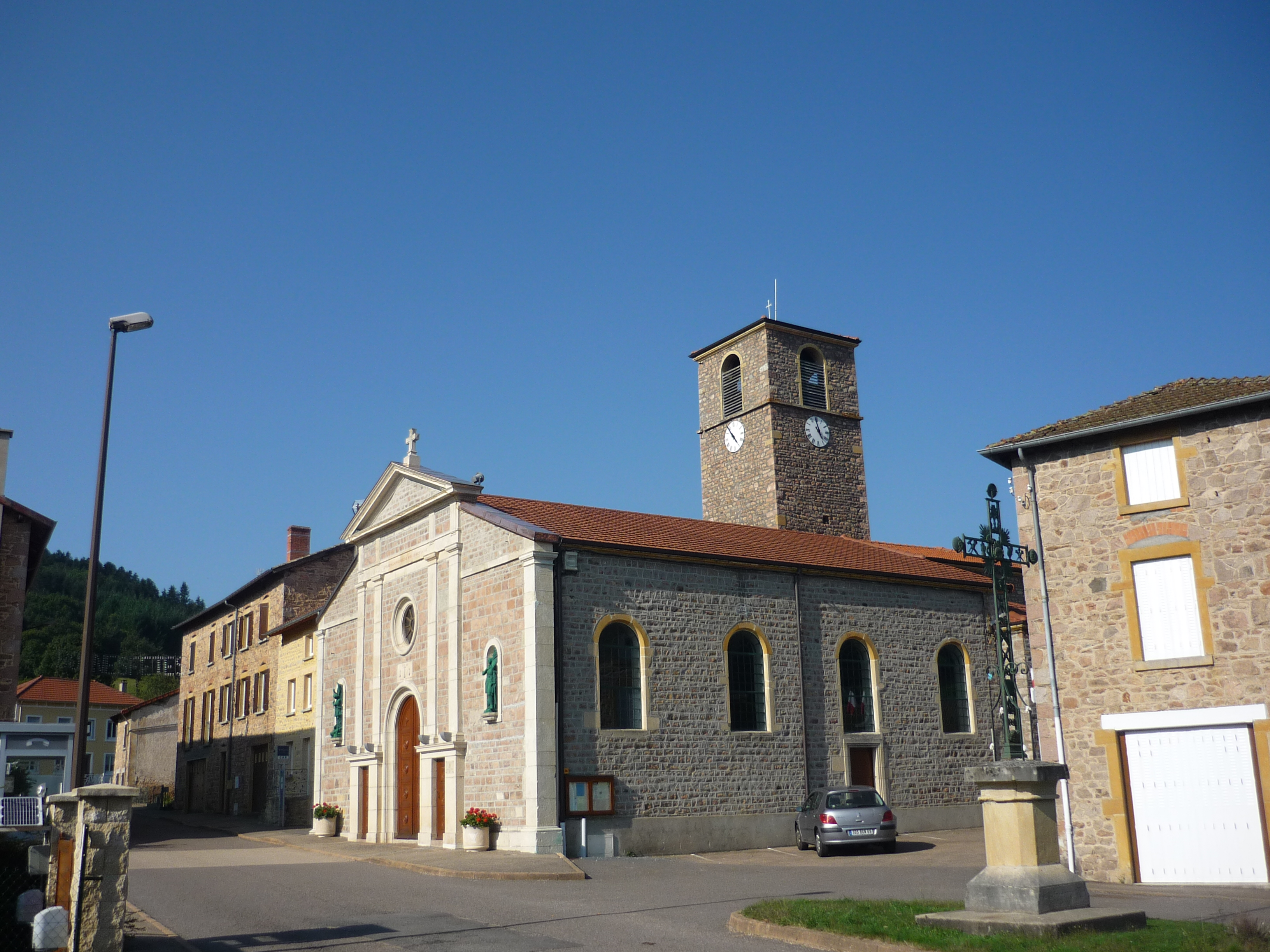
Kirche Saint-Blaise